# 미스터 소프티

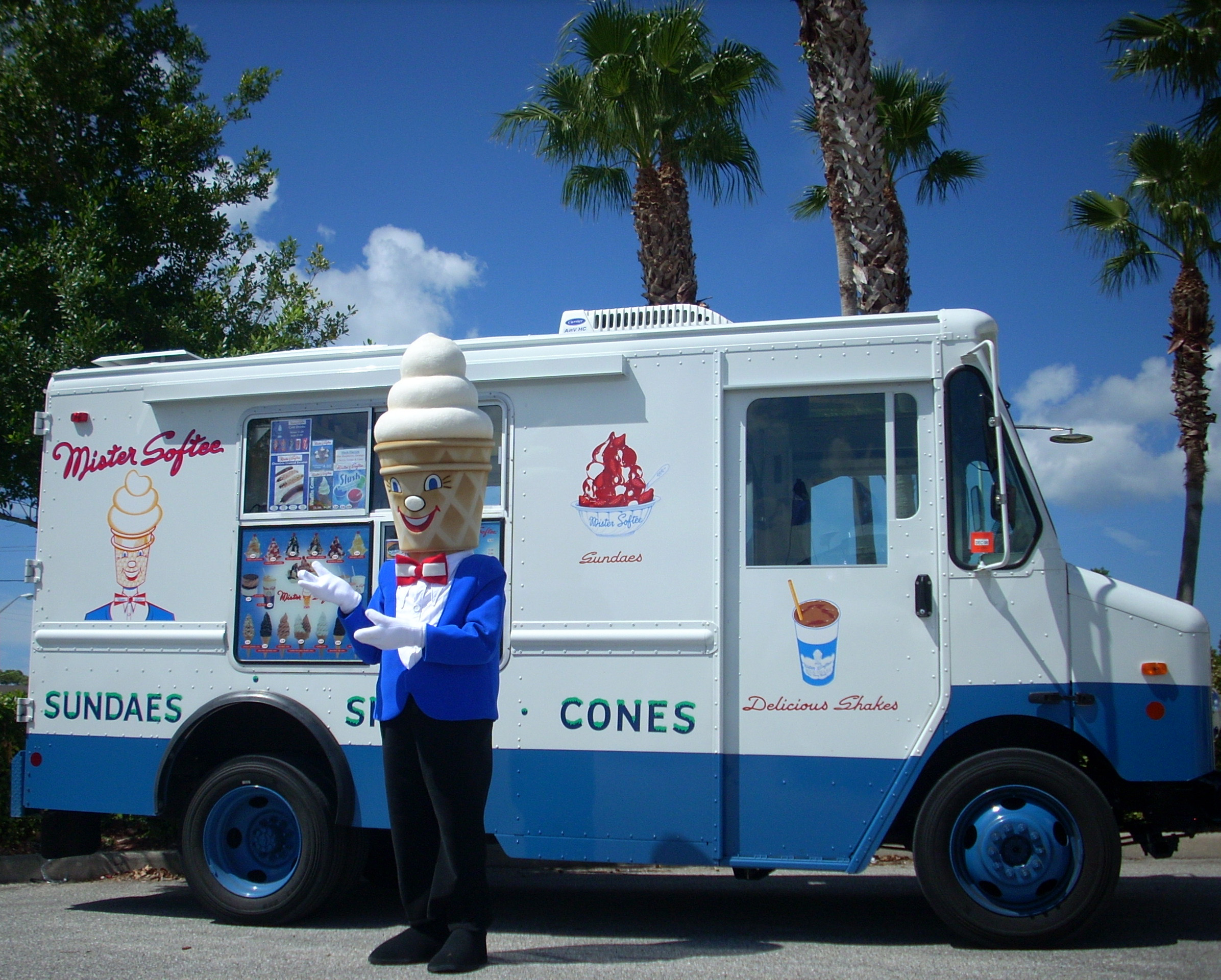
플로리다주 탬파의 한 행사에서의 미스터 소프티 마스코트 및 공식 트럭 모습

미스터 소프티(Mister Softee Inc. 또는 Mister Softee)는 미국 북동부에서 가장 잘 알려진 미국 아이스크림 트럭 프랜차이즈 업체이다. 이 회사는 뉴저지주 룬메데(Runnemede)에 본사를 두고 있다.

## 사업 연혁
미스터 소프티는 1956년 펜실베이니아주 필라델피아에서 윌리엄 알로이시스 콘웨이(1922-2004)와 제임스 프랜시스 콘웨이(1927-2006) 형제에 의해 설립되었다. 1958년부터 뉴저지주 룬메데에 본사를 둔 미스터 소프티는 미국 최대의 소프트 아이스크림 프랜차이즈 중 하나가 되었으며, 약 350개의 프랜차이즈가 18개 주에서 625대의 트럭을 운영하고 있다. 1999년경 윌리엄과 제임스의 아들인 존 P. 콘웨이와 짐 콘웨이 주니어가 사업을 인수했다.